# Выборы главы Республики Коми (2025)
Выборы Главы Республики Коми состоятся в Республике Коми в период с 12 по 14 сентября 2025 года в единый день голосования.
Глава избирается на 5 лет. На тот же срок избранный глава назначает членом Совета Федерации одного из трёх протеже, заявленных при выдвижении.
На 1 января 2025 года в республике было зарегистрировано 623 521 избирателей, из которых около 29,8 % (185 720 избирателей) в Сыктывкаре. Выборы признаются состоявшимися при любой явке, так как порог явки не установлен.

## Предшествующие события
Заместитель министра здравоохранения России Владимир Уйба был назначен исполняющим обязанности главы Республики Коми в апреле 2020 года, сменив на этом посту Сергея Гапликова, занимавшего этот пост первый срок. Гапликов ушёл в отставку после неудачного управления пандемией COVID-19 и экологическими протестами в Шиесе в 2018–2020 годах. Уйба баллотировался на полный срок как независимый кандидат при поддержке «Единой России» и победил на выборах, набрав 73,18% голосов. Однако главный соперник Уйбы, член Государственного совета Республики Коми и лидер местного отделения КПРФ Олег Михайлов, не смог баллотироваться, так как не прошёл муниципальный фильтр.
Срок полномочий Уйбы на посту главы Республики Коми был отмечен многочисленными спорами и конфликтами, вызванными поведением Уйбы. В апреле 2021 года после ежегодного обращения главы Республики Коми к Государственному совету Республики Коми Уйба непристойно отреагировал на критику со стороны члена Государственного совета Олега Михайлова и лично угрожал политику. В мае 2021 года после разлива нефти недалеко от Усинска Уйба вступил в перепалку с местными жителями, назвав себя «их Владимиром Путиным» после того, как один из местных жителей предложил пожаловаться президенту России. В декабре 2022 года Уйба снова вступил в перепалку с местными жителями, назвав экоактивистов «экологическим мусором» за их противодействие строительству мусоросортировочного завода. Наконец, в апреле 2023 года полицейский в Сыктывкаре попросил Уйбу убрать свой кортеж, блокировавший парковку, однако глава Коми отказался и публично раскритиковал сотрудника правоохранительных органов.
Низкое общественное одобрение главы Республики Коми также отразилось на результатах выборов. На выборах в законодательные органы России 2021 года "Единая Россия" получила всего 29,44 % в Республике Коми – третий худший результат в стране ("Единая Россия" по-прежнему заняла первое место, опередив КПРФ с 26,88 %), что также привело к тому, что региональная группа "Единой России", лично возглавляемая Владимиром Уйбой, не смогла получить ни одного места в Государственной Думе по партийным спискам. Тем временем в избирательном округе Сыктывкара кандидат от «Единой России» Ольга Савастьянова, в то время председатель регламентного комитета Думы, потерпела поражение от коммуниста Олега Михайлова, набрав 26,8% против 32,4% у Михайлова.
Из-за постоянных конфликтов Уйбы с местной элитой и гражданами его постоянно считали одним из наиболее вероятных кандидатов на замену среди российских губернаторов. Уйбу также обвиняли в плохом управлении, отсутствии навыков коммуникации и позиционирования, а также в личном конфликте с «Лукойлом» — крупнейшим налогоплательщиком в республике. 5 ноября 2024 года Владимир Уйба объявил о своей отставке с поста главы Республики Коми. Позже в тот же день президент Путин утвердил отставку Уйбы и назначил его первым заместителем начальника Главного военно-медицинского управления Министерства обороны. Путин также назначил губернатора Еврейской автономной области Ростислава Гольдштейна исполняющим обязанности главы Республики Коми. Гольдштейн ранее 17 лет прожил в Коми, работал в Государственном совете Республики Коми и представлял регион в Государственной думе.

## Кандидаты
В Республике Коми кандидаты на пост главы Республики Коми могут быть выдвинуты зарегистрированными политическими партиями или путём самовыдвижения. Кандидат на пост главы Республики Коми должен быть гражданином России не моложе 30 лет, не должен иметь иностранного гражданства или вида на жительство. Каждый кандидат для регистрации должен собрать не менее 10 % подписей депутатов и глав муниципальных образований. Кроме того, самовыдвиженцы должны собрать 1 % подписей жителей Коми. Также кандидаты выдвигают 3 кандидатуры в Совет Федерации, и победитель выборов впоследствии назначает одного из представленных кандидатов.
| Кандидат | Кандидат                           | Деятельность/должность (на момент выдвижения)                                                                                   | Субъект выдвижения                | Статус                                | Кандидаты в Совет Федерации |
| -------- | ---------------------------------- | --- | --------------------------------- | ------------------------------------- | --- |
|          | Наталья Ефимовна Гойман            | пенсионер | самовыдвижение                    | отказ в регистрации                   | - Резеда Галлямова, заместитель директора Лицея в Усинске - Галина Морозова, главный специалист Эжвинской спортивной школы олимпийского резерва - Дмитрий Сизев, заместитель директора Ассоциации «Совет муниципальных образований РК»                   |
|          | Ростислав Эрнстович Гольдштейн     | временно исполняющий обязанности Главы Республики Коми                                                                          | «Единая Россия»                   | зарегистрирован                       | - Иван Глух, заведующий отделением реанимации и интенсивной терапии Республиканской инфекционной больницы - Владимир Джабаров, действующий сенатор от Законодательного собрания ЕАО - Елена Лифенко, ведущий эксперт Росдетцентра                        |
|          | Владимир Ливерьевич Горбунов       | индивидуальный предприниматель                                                                                                  | «Родина»                          | отказ в регистрации                   | - Елена Иванова, депутат Государственного Совета Республики Коми - Максим Караульнов, временно неработающий - Евгений Полецков, генеральный директор ООО «Стройспецмонтаж»                                                                               |
|          | Светлана Сергеевна Игнатова        | пенсионер | самовыдвижение                    | отказ в регистрации                   | - Андрей Игнатов, самозанятый |
|          | Сергей Генрихович Каргинов         | депутат Государственной думы VIII созыва                                                                                        | ЛДПР                              | зарегистрирован                       | - Максим Крайн, военнослужащий - Татьяна Кривощёкова, генеральный директор ООО «Коми ФМ» - Виталий Лодыгин, начальник смены цеха Интинской ТЭЦ |
|          | Александр Александрович Касьяненко | учитель физической культуры Средней общеобразовательной школы № 40 города Воркуты                                               | «Коммунисты России»               | зарегистрирован                       | - Ярослав Бережных, механик участка обогащения АО «Воркутауголь» - Светлана Витязева, специалист ЦСЗН г. Воркуты - Артем Фёдоров, старший электромеханик филиала РТРС «Радиотелевизионный передающий центр Республики Коми»                              |
|          | Татьяна Александровна Кузнецова    | методист регионального модельного центра «Республиканский центр дополнительного образования»                                    | самовыдвижение                    | утратила статус выдвинутого кандидата | — |
|          | Олег Алексеевич Михайлов           | 1-й секретарь республиканского отделения КПРФ, депутат Государственной думы VIII созыва от Сыктывкарского одномандатного округа | КПРФ                              | отказ в регистрации                   | - Алексей Громов, помощник депутата Госдумы Олега Михайлова по работе в Республике Коми - Екатерина Дьячкова, депутат Государственного Совета Республики Коми, учитель биологии и физики - Андрей Никулин, начальник юридического отдела ООО «ФорматЛес» |
|          | Илья Алексеевич Попов              | индивидуальный предприниматель                                                                                                  | самовыдвижение                    | отказ в регистрации                   | - Дмитрий Алексеев, директор Ресурсного молодёжного центра - Сергей Воронин, руководитель администрации Эжвинского района города Сыктывкара - Александр Печинин, заместитель руководителя администрации Эжвинского района города Сыктывкара              |
|          | Татьяна Алексеевна Саладина        | депутат Государственного Совета Республики Коми                                                                                 | «Справедливая Россия — За правду» | зарегистрирована                      | - Дмитрий Беляев, директор Детского дома № 1 города Сыктывкар - Ольга Медведева, зампредседателя Совета регионального отделения «Движение первых» - Раиль Хасанов, пенсионер                                                                             |
|          | Артём Олегович Синявский           | инженер-программист управления организационной и кадровой работы администрации Сыктывдинского района Республики Коми            | РПСС                              | отказ в регистрации                   | - Михаил Савин, главный энергетик Коми научного центра УрО РАН - Николай Юрковский, глава крестьянского фермерского хозяйства |
|          | Степан Геннадьевич Соловьёв        | заместитель председателя партии «Зелёная альтернатива»                                                                          | «Зелёная альтернатива»            | зарегистрирован                       | - Иван Макейчиков, временно неработающий - Инна Попова, заведующая магазином - Иван Стратонов, начальник участка паросилового хозяйства шахты «Воркутинская»                                                                                             |